# Senadoconsulto del 22 de abril de 1863
El senadoconsulto del 22 de abril de 1863 (sénatus-consulte du 22 avril 1863) fue una ley aprobada por el Senado francés durante el Segundo Imperio para organizar la propiedad de la tierra en la Argelia francesa (1830-1962) y delimitar los territorios de las tribus en aduares. Es parte de una sucesión de ordenanzas y leyes que alteran la situación de la tierra en la Argelia colonial.
Esta ley supuso una de las mayores reformas en la administración territorial de Argelia, en la cual ni los otomanos se habían atrevido a someter el dominio local de las tribus.

## Objetivos
El senadoconsulto del 22 de abril de 1863 reconoce a las tribus la propiedad de los territorios de los que gozan de forma permanente y tradicional en cualquier condición; por otro lado, más allá de la propiedad colectiva de la tierra, establece las medidas para facilitar la propiedad individual.
A tal efecto, el senadoconsulto prevé tres operaciones:
- la delimitación del territorio de las tribus,
- la distribución de la tierra entre los diferentes aduares,
- finalmente, en la medida de lo posible, el establecimiento de la propiedad individual entre los miembros de los aduares.